# Aspalathus sericea
Aspalathus sericea är en ärtväxtart som beskrevs av Peter Jonas Bergius. Aspalathus sericea ingår i släktet Aspalathus och familjen ärtväxter.

## Underarter
Arten delas in i följande underarter:
- A. s. aemula
- A. s. sericea